# Георг Абессер
Георг Абессер (нім. Georg Abesser; 7 серпня 1889, Шваммельвіц — 3 серпня 1977, Ітцего) — німецький військовий медик, генерал-майор медичної служби вермахту. Кавалер Німецького хреста в сріблі.

## Біографія
В квітні 1908 року поступив на службу в прусську армію. Учасник Першої світової війни. В 1920 році вийшов у відставку.
1 квітня 1935 року поступив на службу в вермахт. З 1938 до 1 лютого 1940 року — головний лікар 30-ї піхотної дивізії, з 26 серпня 1939 року — одночасно командир 30-го санітарного батальйону. З лютого 1940 до 25 червня 1943 року — головний лікар 39-го танкового корпусу, з 25 червня — в резерві фюрера. З 5 вересня 1944 року — головний лікар 10-го військового округу (Гамбург). 30 квітня 1945 року відправлений у відставку.

## Звання
- Лейтенант медичної служби (Assistenzarzt; 5 серпня 1914)
- Оберлейтенант медичної служби (Oberarzt; 3 вересня 1916)
- Гауптман медичної служби (Stabsarzt; 23 березня 1920)
- Майор медичної служби (Oberstabsarzt; 1 квітня 1935)
- Полковник медичної служби (Oberstarzt; 1 жовтня 1935)
- Генерал-майор медичної служби (Generalarzt; липень 1942)

## Військові звання
- Почесний хрест ветерана війни з мечами
- Медаль «За вислугу років у Вермахті» 4-го класу (4 роки)
- Хрест Воєнних заслуг 2-го і 1-го класу з мечами
- Німецький хрест в сріблі (7 вересня 1943)

## Нагороди
- Die Ordensträger der Deutschen Wehrmacht (CD), VMD-Verlag GmbH, Osnabrück, 2002.
- Klaus D. Patzwall, Veit Scherzer: Das Deutsche Kreuz 1941-1945. Geschichte und Inhaber. Band II. Verlag Klaus D. Patzwall, Norderstedt 2001, ISBN 3-931533-45-X, S. 536.